# 477
Évszázadok: 4. század – 5. század – 6. század
Évtizedek: 420-as évek – 430-as évek – 440-es évek – 450-es évek – 460-as évek – 470-es évek – 480-as évek – 490-es évek – 500-as évek – 510-es évek – 520-as évek
Évek: 472 – 473 – 474 – 475 –  476 – 477 – 478 – 479 – 480 – 481 – 482

## Események

### Afrika
- Január 25-én meghal Geiseric, az öreg vandál király, aki megalapította az észak-afrikai Vandál Királyságot és flottájával rettegésben tartotta a Földközi-tenger partvidékét. Utóda fia, Huneric, aki folytatja apja politikáját és lévén ariánus keresztény, elnyomja a helybeli katolikusokat.
- Geiseric halála után a Vandál Királyság nyugati határán létrejön a római és romanizált berber lakosság keresztény Mauro-római Királysága.

### Európa
- Ælle és fiai három hajóval áthajóznak Britannia déli partjaira és megalapítják a déli szászok (Sussex) királyságát.

### Bizánci Birodalom
- Zénón császár meggyilkoltatja Armatus katonai főparancsnokot, aki az előző évben lehetővé tette a trónra való visszatérését. Vagyonát elkobozza és egyúttal megfosztja Armatus fiát, Basiliscust trónörökösi címétől és pappá szentelteti, hogy alkalmatlanná tegye az uralkodásra.

### Kelet-Ázsia
- A Liu Szung-dinasztia császára, a 14 éves Houfej szórakozásból ölet meg embereket és állatokat egyaránt, Miután íjászkodásához céltáblának használta hadvezérét, Hsziao Tao-csenget, az egy éjszaka meggyilkoltatja a császárt és féltestvérét, a 8 éves Liu Csunt emeli a trónra, aki a Sun uralkodói nevet veszi fel. A gyerekcsászár helyett Hsziao Tao-cseng kormányozza az államot.
- Miután a koreai Pekcse királysága súlyos vereséget szenvedett Kogurjótól, az új király, Mundzsu képtelen stabilizálni a helyzetet. He Ku főparancsnok előbb a király öccsét, majd magát a királyt is meggyilkoltatja és annak 13 éves fia, Szamgun helyett maga kormányozza az országot régensként.

## Halálozások
- január 25. – Geiseric, vandál király
- Flavius Armatus, bizánci politikus és hadvezér
- Szung Houfej-ti, a Liu Szung-dinasztia császára
- Mundzsu, Pekcse királya
- II. Timóteus, alexandriai pátriárka

## Fordítás
- Ez a szócikk részben vagy egészben  a(z)   477 című angol Wikipédia-szócikk ezen változatának fordításán alapul.  Az eredeti cikk szerkesztőit annak laptörténete sorolja fel. Ez a jelzés csupán a megfogalmazás eredetét és a szerzői jogokat jelzi, nem szolgál a cikkben szereplő információk forrásmegjelöléseként.